# Mine du Mount Owen
La mine du Mount Owen est une mine à ciel ouvert de charbon située dans la Nouvelle-Galles du Sud en Australie,.